# Nomada fuscipennis
Nomada fuscipennis är en biart som beskrevs av Amédée Louis Michel Lepeletier 1841. Nomada fuscipennis ingår i släktet gökbin, och familjen långtungebin. Inga underarter finns listade i Catalogue of Life.